# Split Tape
Split Tape – album zespołów Profanacja i Defekt Muzgó wydany w 1990 roku na kasecie przez wydawnictwo Enigmatic Tapes. 

## Skład Profanacji
- Arkadiusz Bąk – śpiew, teksty
- Maciej Jan Kucharski – gitara basowa
- Mirosław Paweł Bednorz – perkusja
- Sławomir Stec – gitara

## Lista utworów
Side A 
Profanacja:
1. Nie ma Paryża!
2. Wiwat
3. Lęk
4. Rokowania
5. Moje dni
6. Musisz być wolny
7. Futerko (Dobre czasy dla kameleonów)
8. Żyjemy w ogniu rewolucji

Side B 
Defekt Mózgó:
1. Nie wierz mi
2. Era mas
3. Kanibalizm
4. Nie mów nic
5. Ku-Klux-Klan

Side B
Profanacja:
1. Chile
2. Chaos